# Unterrain (Gemeinde Straßburg)
Unterrain ist eine Ortschaft in der Gemeinde Straßburg im Bezirk St. Veit an der Glan in Kärnten. Die Ortschaft hat 3 Einwohner (Stand 1. Jänner 2024).

## Lage
Unterrain liegt in der Katastralgemeinde Straßburg Land, etwa 4 km nordwestlich des Gemeindehauptorts Straßburg-Stadt, rechtsseitig am Hang oberhalb des Langwiesenbachs.
Der Ort besteht aus Schitterhube (früher Zepernig, Nr. 3) und Wuchererhube (Nr. 4). Für bereits verfallene Gehöfte sind auch noch die Hausnummern 2 (Gössingerhube) und 5 (Tschallnighube) vergeben.

## Geschichte
Seit Gründung der Ortsgemeinden Mitte des 19. Jahrhunderts gehört Unterrain zur Gemeinde Straßburg.

## Bevölkerungsentwicklung
Für die Ortschaft ermittelte man folgende Einwohnerzahlen:
- 1869: 4 Häuser, 34 Einwohner[2]
- 1880: 5 Häuser, 39 Einwohner[3]
- 1890: 4 Häuser, 34 Einwohner[4]
- 1900: 5 Häuser, 32 Einwohner[5]
- 1910: 4 Häuser, 30 Einwohner[6]
- 1923: 4 Häuser, 24 Einwohner[7]
- 1934: 32 Einwohner[8]
- 1951:3 Häuser, 21 Einwohner[9]
- 1961: 4 Häuser, 14 Einwohner[10]
- 2001: 2 Gebäude (davon 2 mit Hauptwohnsitz) mit 2 Wohnungen; 9 Einwohner und 0 Nebenwohnsitzfälle; 2 Haushalte; 0 Arbeitsstätten, 2 land- und forstwirtschaftliche Betriebe[11]
- 2011: 2 Gebäude, 9 Einwohner, 2 Haushalte, 0 Arbeitsstätten[12]
- 2021: 2 Gebäude, 5 Einwohner, 2 Haushalte, 0 Arbeitsstätten[13]